# روبرت جيمس مون
روبرت جيمس مون (بالإنجليزية: Robert James Moon)‏ هو كيميائي ومهندس وفيزيائي أمريكي، ولد في 14 فبراير 1911، وتوفي في 1 نوفمبر 1989.